# ISS-Expedition 62
ISS-Expedition 62 ist die Missionsbezeichnung für die 62. Langzeitbesatzung der Internationalen Raumstation (ISS). Die Mission begann mit dem Abkoppeln des Raumschiffs Sojus MS-13 von der ISS am 6. Februar 2020 und endete mit dem Abkoppeln von Sojus MS-15 am 17. April 2020.

## Mannschaft

### Hauptbesatzung
Seit der Expedition 20 im Jahr 2009 besteht die Stammbesatzung der ISS aus sechs Raumfahrern, die jeweils an zwei aufeinanderfolgenden Expeditionen teilnehmen. Drei Mitglieder der Expedition 62 wurden dementsprechend von der vorausgehenden Expedition 61 übernommen:
- Oleg Skripotschka (3. Raumflug), Kommandant (Russland/Roskosmos, Sojus MS-15)
- Andrew R. Morgan (1. Raumflug), Bordingenieur (USA/NASA, Sojus MS-13)
- Jessica Meir (1. Raumflug), Bordingenieurin (USA/NASA, Sojus MS-15)

Die übrige Crew sollte ursprünglich mit einem der beiden neuen US-Raumschiffe Crew Dragon und CST-100 Starliner ankommen. Wegen Verzögerungen bei der Entwicklung und Erprobung dieser Raumschiffe traf die Verstärkung jedoch erst eine Woche vor Ende der Expedition 62 mit Sojus MS-16 ein:
- Chris Cassidy (3. Raumflug), Bordingenieur (USA/NASA)
- Anatoli Iwanischin (3. Raumflug), Bordingenieur (Russland/Roskosmos)
- Iwan Wagner (1. Raumflug), Bordingenieur (Russland/Roskosmos)

### Ersatzmannschaft
Seit Expedition 20 wird wegen des permanenten Trainings für die Besatzungen keine offizielle Ersatzmannschaft mehr bekanntgegeben. Inoffiziell gelten die Backup-Crews der jeweiligen Zubringerraumschiffe (siehe dort) als Ersatzmannschaft. In der Regel kommen diese Crews dann jeweils zwei Missionen später selbst zum Einsatz.

## Missionsbeschreibung
Die Expedition 62 dauerte 70 Tage und 22 Stunden. Während dieser Zeit trafen zwei Versorgungsraumschiffe an der ISS ein. Es fanden keine Außenbordeinsätze statt.
Am 15. April 2020 übergab Oleg Skripotschka das ISS-Kommando an Chris Cassidy. Mit dem Abdocken von Sojus MS-15 mit Skripotschka, Morgan und Meir am 17. April begann die ISS-Expedition 63.

### Frachtverkehr
Am 18. Februar 2020 wurde der Raumfrachter Cygnus NG-13 an die Raumstation angekoppelt. Das Schiff trug den Beinamen „Robert H. Lawrence“, zu Ehren des gleichnamigen Raumfahreranwärters. NG-13 war das zweite Exemplar einer vergrößerten Cygnus-Version, die rund 250 kg mehr Fracht transportieren kann und mit der verstärkten Variante „230+“ der Antares-Rakete gestartet wird. Der Frachter lieferte insgesamt 3628 kg an Forschungsmaterial, Ausrüstungsgegenständen und Gerätschaften ab. Außerdem hatte er die experimentellen Kleinsatelliten Red-Eye, DeMi und TES-10 an Bord, die später von der ISS aus ins All ausgesetzt werden sollten.
Als zweites Versorgungsraumschiff wurde am 9. März 2020 die 21. und letzte Dragon von SpaceX (Missionsbezeichnung: CRS-20) angekoppelt. Mit dem nachfolgenden Flug CRS-21 wurde diese von der neuen Cargo Dragon 2 abgelöst. Im Inneren von CRS-20 befanden sich 1977 kg an Fracht, darunter auch zwei weitere Kleinsatelliten. Im Außenbereich des Raumschiffs wurde die in Deutschland gebaute Experimentalplattform Bartolomeo transportiert. Bartolomeo wurde Anfang April ferngesteuert an der Außenseite des Columbus-Moduls der ISS angebracht.